# Chrysocraspeda eumeles
Chrysocraspeda eumeles là một loài bướm đêm trong họ Geometridae.